# Thymus mastichina
El almoradux o tomillo blanco (Thymus mastichina) es una especie de plantas de la familia de las lamiáceas.

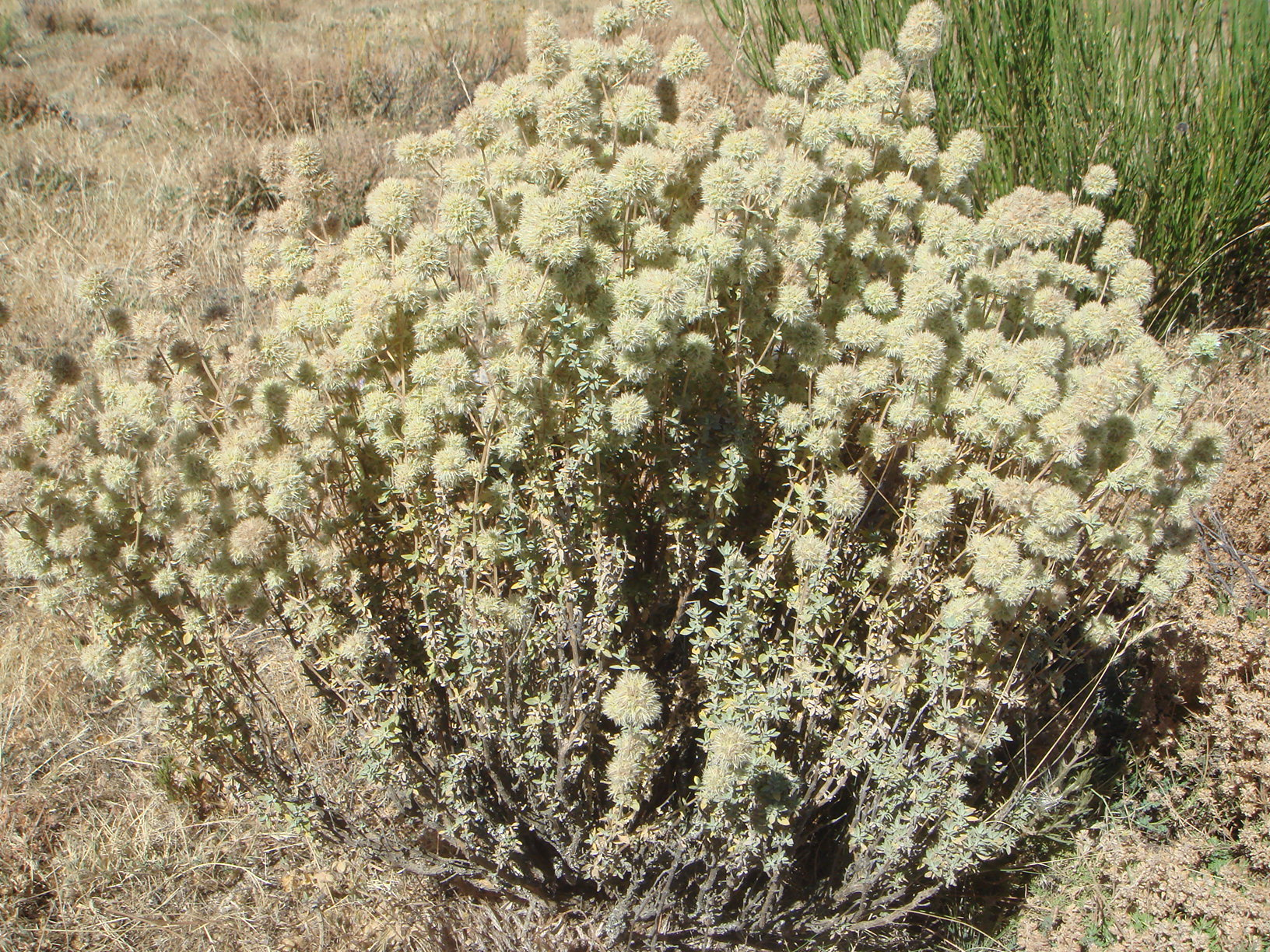
Planta en flor

## Descripción
Es una matita de hasta 5 dm, muy aromática con hojas persistentes, opuestas, simples, pequeñas; flores zigomorfas bilabiadas, pequeñas, reunidas en glomérulos, de color blanco. Es una especie endémica del centro y sur de la península ibérica. Es algo silicícola aunque también suele situarse en terreno calizo evitando los yesos, sobre claros de coscojares y encinares, en colinas secas, zonas arenosas, pedregales, matorrales, jarales y rebollares. Forma parte de las series más regresivas de los encinares; indicadora de la provincia Carpetano-Ibérico-Leonesa, interviene en las asociaciones Rosmarino-Cistetum ladaniferi (jarales pringosos) y Genisto cinerascentis-Cistetum laurifolii (jarales con hiniesta).
Tiene importancia en la protección del suelo y como planta melífera. Es sumamente decorativa y desprende un olor característico muy agradable, que se debe al timol o derivados de éste, presente en mayor o menor cantidad en la planta según las condiciones de humedad y temperatura en que ésta haya vivido. Aunque la Origanum majorana L. es considerada por algunos autores como la verdadera mejorana, lo cierto es que en España es una especie alóctona, mientras que Thymus mastichina es una especie autóctona y endémica de la península, y su nombre vulgar más extendido es el de mejorana.

## Hábitat
Es una planta colonizadora, por lo que es frecuente en los encinares aclarados.

## Distribución
Esta especie solo habita en España y Portugal.

## Taxonomía
Thymus mastichina fue descrita por Carlos Linneo y publicado en Species Plantarum, Editio Secunda 827. 1762.
Etimología
Véase: Thymus
Sinonimia
- Majorana tomentosa (Willd.) Stokes
- Origanum mastichina (L.) Kuntze
- Origanum tomentosum (Willd.) Kuntze
- Satureja mastichina L.
- Thymus almoradux Dufour ex Boiss.
- Thymus carpetanus Sennen
- Thymus ciliatus Moench
- Thymus ciliolatus Pau
- Thymus elongatus Schrad. ex Link
- Thymus mastichina subsp. tomentosus (Willd.) Malag.
- Thymus suavis Salisb.
- Thymus tomentosus Boiss. & Reut. ex Willk. & Lange
- Thymus tomentosus Willd.[3]

## Nombres vulgares
- Mejorana, mejorana silvestre,[4] mejorana de monte, sarilla,[4] tomillo blanco,  almoraduz, almoradux, almoraz, moraduz, mayorana, cantueso blanco, taramilla (en la zona de Pedro Bernardo, Valle del Tiétar).